# Alice Dannenberg

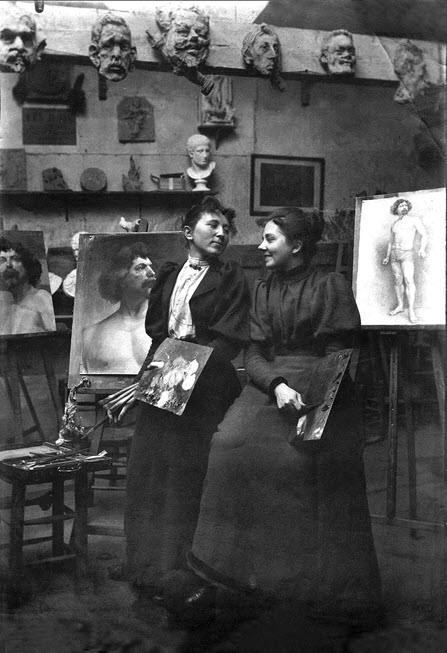
Martha Stettler und Alice Dannenberg (links)

Alice Dannenberg  (* 4. April 1861  in Annenhof, Kurland; † 28. Juni 1948 in Châtillon, Département Hauts-de-Seine) war eine deutschbaltische Malerin.

## Leben
Alice Dannenberg war die Tochter des Gutsbesitzers Martin Dannenberg und dessen Ehefrau Anna Spriede. Ihr älterer Bruder war der Altphilologe Leonhard Dannenberg (1855–1912).
Dannenberg besuchte in Riga die private Zeichen- und Malschule der Künstlerin Elise von Jung-Stilling und ging mit deren Unterstützung 1886 an die Großherzogliche Malerinnenschule nach Karlsruhe, um bei Edmund  Kanoldt zu studieren. Im darauffolgenden Jahr wechselte Dannenberg an die Berner Kunstschule, wo sie fünf Jahre blieb. 1891 konnte sie an die École des Beaux-Arts in Genf wechseln.
Kurz vor der Jahrhundertwende kam Dannenberg nach Paris, um dort u. a. bei Lucien Simon, René Ménard und J. Bianche zu studieren. Sie ließ sich in Montparnasse nieder und machte dort schon bald die Bekanntschaft der Schweizer Malerin Martha Stettler. Durch diese Freundschaft schloss sich Dannenberg ebenfalls der Künstlergruppe Les Quelsquels an und konnte bereits 1901 an einer großen Ausstellung an der Rive Gauche teilnehmen.
1902 gründete sie zusammen mit ihrer Freundin Martha Stettler die Académie de la Grande Chaumière. Diese lag in der Rue de la Chaumière 14 (6. Arrondissement). Diese moderne Kunstschule war das Gegenteil der konservativen École des Beaux-Arts (EBA) Außerdem wurde die Académie de la Chaumière zur großen Konkurrenz der Académie Julian, da Dannenberg und Stettler wesentlich geringere Schulgebühren forderten. Außerdem verzichteten die beiden Leiterinnen von Anfang an auf getrennte Männer- und Frauen-Klassen.
Von 1910 bis 1920 hatten Dannenberg und Stettler eine gemeinsame Wohnung in der Rue d’Assas (6. Arrondissement). 1911 wurde Dannenberg auf Vorschlag des Bildhauers Auguste Rodin in den Vorstand der Société nationale des beaux-arts gewählt. Mit Wirkung vom 1. Oktober 1927 wurde sie eingebürgert und bekam die französische Staatsbürgerschaft. Die Urkunde wurde von den Politikern Gaston Doumergue und Louis Barthou unterschrieben. Im selben Jahr ließ sich Dannenberg zusammen mit Stettler in Fontenay-aux-Roses (Département Hauts-de-Seine) vor den Toren von Paris nieder und lebten dort bis Kriegsende (→La Libération).
Dannenberg nahm an vielen Ausstellungen teil, teils als Solo-Künstlerin, teils als Leiterin ihrer Kunstschule zusammen mit deren Schülern. Ihre letzte Ausstellung bestritt Dannenberg 1937, anschließend waren aus politischen und finanziellen Gründen kaum noch Ausstellungen möglich.
Während der Deutschen Besetzung war an künstlerischen Arbeiten nicht zu denken und so schlossen die beiden Leiterinnen 1943 ihre Kunstschule. Im Sommer 1945 ließ sich Dannenberg zusammen mit Stettler in Châtillon (Département Hauts-de-Seine) nieder, wo Martha Stettler im Dezember desselben Jahres starb.
Alice Dannenberg starb im Alter von 87 Jahren in Châtillon und fand ihre letzte Ruhestätte auf dem Cimetière parisien de Bagneux.

## Werke
Ölgemälde in impressionistischer Malweise: Kinderbilder, Park- und Strandlandschaften; Stillleben

## Schüler
| - Alexander Calder (1913–1985) - Louise Bourgeois (1911–2010) - Jean-Gabriel Domergue (1889–1962) | - Alberto Giacometti (1901–1966) - Tamara de Lempicka (1898–1980) | - Isamu Noguchi (1904–1988) - Meret Oppenheim (1913–1985) |